# Alain IV de Rohan
Pour les articles homonymes, voir Alain de Rohan, Alain et Rohan.
Alain IV de Rohan, dit le Jeune (né en 1166 - décédé en 1205), fils d'Alain III de Rohan et de Constance de Penthièvre, est le 4e vicomte de Rohan. Il prit part à la troisième croisade.

## Biographie
Alain IV de Rohan épousa en premières noces Mabille de Fougères, fille de Raoul II de Fougères, baron de Fougères, grand sénéchal de Bretagne, chevalier croisé, et de Jeanne de Dol. Elle mourut avant 1198. Ils eurent cinq enfants :
- Geoffroy de Rohan, 5e vicomte de Rohan, S.P. ;
- Héloïse de Rohan ;
- Conan de Rohan (1190 - 1220) ;
- Olivier Ier de Rohan, 6e vicomte de Rohan, S.A. ;
- Alain V de Rohan, 7e vicomte de Rohan.

Alain IV épousa en secondes noces une dénommée Catherine, dont il eut peut-être une fille :
- Catherine de Rohan épouse 1) Geoffroi d'Hennebont, seigneur de Lanvaux 2) Raoul Niel[2].

## Armoiries
| Blason | Blasonnement : De gueules à sept macles d'or 3, 3, 1. |

| Blason | Blasonnement : De gueules à sept macles d'or accolées, 3, 3, 1. |